# Joe Sentieri
Joe Sentieri, pseudonimo di Rino Luigi Sentieri (Genova, 3 marzo 1925 – Pescara, 27 marzo 2007), è stato un cantautore italiano, attivo dagli anni cinquanta fino agli anni novanta.
Considerato un esponente dei cosiddetti urlatori, è ricordato come il cantante con il saltino o del saltino, in quanto, curiosamente, era solito terminare le proprie esibizioni dal vivo facendo un piccolo salto.

## Biografia
Cresciuto in un quartiere popolare della zona portuale di Genova in una famiglia povera, con il fratello minore Leandro, si avvicina alla musica dopo che gli viene regalato un mandolino, che impara a strimpellare da autodidatta; inizia a lavorare molto presto come scaricatore di carbone al porto, e si dedica alla pittura. Inizia la carriera di cantante negli anni cinquanta esibendosi su navi da crociera e su transatlantici che coprivano le rotte dall'Europa verso le Americhe.
Proprio durante una di queste sue prime esibizioni accade che, sul finire di una canzone, la nave rolla improvvisamente e Sentieri, per non perdere l'equilibrio, fa un piccolo salto. Il pubblico, sorpreso e divertito dall'inaspettata mossa, pensa che sia stata volontaria e lo applaude con calore; da allora Sentieri prende l'abitudine, poi diventata famosa, di concludere le sue canzoni con il caratteristico saltino, quasi fosse un modo di apporre la firma. Rimane a cantare in Sudamerica per una decina di anni prima di rientrare in Italia e proseguire in patria la carriera artistica. Si sposa con Maria Cataldi, che conosce grazie all'amico Giorgio Calabrese, e diventa padre di Dorina e Maurina. In Italia esordisce nel 1956 come cantante dell'orchestra di Corrado Bezzi, con cui incide anche alcuni dischi per la RCA Italiana usando il suo vero nome, Rino.
Con il nome d'arte Joe, invece, partecipa nel 1959 al Festival del Musichiere, che si tiene all'Arena di Verona, con un brano scritto da Domenico Modugno, intitolato Milioni di scintille. Modugno continua a portargli fortuna perché grazie ad un'altra sua canzone, Piove (ciao ciao bambina), già premiata a Sanremo 1959, vince l'edizione di Canzonissima dello stesso anno. L'anno successivo, tuttavia, nel presentare Libero al Festival di Sanremo, Modugno gli preferisce Teddy Reno come partner; Sentieri debutta ugualmente sul palcoscenico ligure lanciando due motivi di grande successo: È mezzanotte (in coppia con Sergio Bruni, terzo classificato) e Quando vien la sera con Wilma De Angelis. Con quest'ultimo brano arriva in prima posizione nella classifica di vendite e partecipa al film Sanremo - La grande sfida. Nel 1961 partecipa al Giugno della Canzone Napoletana. Nello stesso anno è ancora a Sanremo con Lei e Libellule, nel 1962 con Tobia e Cipria di sole, nel 1963 con Quando ci si vuol bene come noi. Nel 1962 partecipa al Gran Festival di Piedigrotta.
Nel 1960 incide anche la sigla dei Giochi Olimpici di Roma, intitolata Welcome To Rome. Nello stesso periodo Sentieri si impegna anche nel cinema interpretando una serie di cosiddetti musicarelli, film basati su canzoni in voga o parodie di film celebri, tra cui: Meravigliosa, A qualcuna piace calvo, Sanremo - La grande sfida e Urlatori alla sbarra (tutti del 1960); Bellezze sulla spiaggia e Caccia al marito (1961); Appuntamento in Riviera e Il giorno più corto (1962). In televisione è protagonista, assieme a Fausto Cigliano, di una fortunata serie di caroselli girati per il cioccolato Nestlé, di cui per molti anni rimarrà nella memoria lo slogan «Uè uè uè... quant'è buono il cioccolato Nestlé!». Più tardi lavorerà ancora nel cinema in ruoli da caratterista con Damiano Damiani in La moglie più bella (1970) e Io ho paura (1977).
Nel 1986 è ospite fisso insieme a Carla Boni, Achille Togliani e Giorgio Consolini nel programma Un fantastico tragico venerdì per 13 puntate. Nel dicembre 1995 torna in studio di registrazione per conto dell'etichetta genovese Devega per incidere alcuni classici della canzone genovese, che, uniti ad altre sue incisioni in genovese di brani degli chansonnier francesi Jacques Brel, Georges Brassens e Charles Aznavour, danno vita all'album Rino 'Joe' Sentieri canta Genova, che esce in musicassetta nel 1996 in edicola in abbinamento a un fascicolo a colori dedicato alla sua carriera. Sempre per la Devega esce postumo nel 2011 il suo ultimo disco, Il cantico di Rino Sentieri, ritenuto dal cantante il suo testamento artistico e per il quale ha scritto una prefazione.
In parallelo all'attività musicale coltiva la passione per la pittura e, da quando inizia a perdere visibilità come cantante, si dedica soprattutto a questa seconda attività, esponendo i suoi lavori con discreto successo. Nel 1981 si trasferisce a vivere a Pescara con la sua compagna Dora. Nel luglio del 2004, in base alla legge Bacchelli, gli viene assegnato un vitalizio. Muore il 27 marzo 2007, all'età di 82 anni, alcune settimane dopo essere stato colpito da un ictus cerebrale.

## Uno dei tanti
Nel 1961 Sentieri lanciò il brano Uno dei tanti, scritto da Mogol e Carlo Donida. Questa canzone ha goduto - e gode tuttora - di una straordinaria popolarità soprattutto negli Stati Uniti, tradotta in inglese da Jerry Leiber e Mike Stoller e intitolata I (Who Have Nothing). Fu poi interpretata, nel corso degli anni, da un considerevole numero di artisti: il primo a proporla, nel 1963, fu Ben E. King. Grazie al successo ottenuto, il brano è entrato stabilmente nel repertorio dei cantanti soul e Rhythm and Blues. Tra le molte versioni disponibili, oltre a quella di Ben E. King, si segnalano Status Quo (1966), Linda Jones (1968), Tom Jones (1970), Roberta Flack e Donny Hathaway (1972), Sylvester (1979), Manfred Mann's Earthband (1979), Shirley Bassey (1980), Luther Vandross e Martha Wash (1991), Neil Diamond (1993), Gladys Knight (1998), Joe Cocker (2004), Jordin Sparks (2007) e Haley Reinhart (2011).

## Discografia parziale

### 78 giri
- 1955 – Zingarella/Nisciuno addà sapè (RCA Italiana, A25V 238 come Rino Sentieri)
- 1955 – 'A straniera/Focu vivu (RCA Italiana, A25V 245 come Rino Sentieri)
- 1955 – Fontana degli amanti/Timberjack (RCA Italiana, A25V 246 come Rino Sentieri)
- 1956 – 'A Straniera/'Na vota sola (RCA Italiana, A25V 360 come Rino Sentieri)
- 1958 – Come il mare/'Na vota sola (RCA Italiana, A25V 489 come Rino Sentieri)

### 33 giri
- 1956 – Danzando al buio (RCA Italiana, A10V 0050; come Rino Sentieri, con Corrado Bezzi e il suo sestetto)
- 1960 – Joe Sentieri (Juke Box, JLP 330002)
- 1971 – Cronache (Cinevox, SC 33/7)
- 1976 – Il meglio di Joe Sentieri (RCA - Serie Linea Tre, NL 33160)
- 1983 – Sentieri (Produzione Sentieri Reverberi, SZ 1004)

### 45 giri
- 1959 – Nessuno/Tu sei qui (Juke Box, JN 1737)
- 1959 – Piove/La luna è un'altra luna (Juke Box, JN 1739)
- 1959 – Arrivederci/Vorrei baciarti (Juke Box, JN 1741)
- 1959 – My dream/La valle della luna piena (Juke Box, JN 1771)
- 1959 – Maria/Jenny (Juke Box, JN 1773)
- 1959 – Ritornerò da te/Tu incantesimo d'amore (Juke Box, JN 1775)
- 1959 – Nun m'aspettà dimane/Come una foglia (Juke Box, JN 1797)
- 1959 – Love of a lifetime/Echanted (Juke Box, JN 1801)
- 1959 – Ero un uomo tranquillo/Non lasciarmi (Juke Box, JN 1803)
- 1959 – Lentischi e fichi d'India/Nacchere e tamburelli (Juke Box, JN 1805)
- 1959 – Ritroviamoci/Novembre (Juke Box, JN 1807)
- 1959 – Milioni di scintille/Ritroviamoci (Juke Box, JN 1809)
- 1959 – I Sing Amore/It's Only Make Believe (Juke Box, JN 1813)
- 1960 – Giocando alla roulette/You are the god (Juke Box, JN 1817)
- 1960 – Facciamo cin cin/Mister jukebox (Juke Box, JN 1845)
- 1960 – Serata di gardenie/Ho tutto per essere felice (Juke Box, JN 1857)
- 1960 – Silvia/Un po' di magia (Juke Box, JN 1859)
- 1960 – Quando i grilli cantano/Cielo grigio (Juke Box, JN 1861)
- 1960 – A qualcuna piace calvo/M'ha detto no! (Juke Box, JN 1863)
- 1960 – Scegli una stella/Gray sky (Juke Box, JN 1865)
- 1960 – I piaceri dello scapolo/Vecchio frack (Juke Box, JN 1869)
- 1960 – Quando vien la sera/È mezzanotte (Juke Box, JN 1871)
- 1960 – Quando vien la sera/Romantica (Juke Box, JN 1873)
- 1960 – Libero/È mezzanotte (Juke Box, JN 1875)
- 1960 – Amore senza sole/È vero (Juke Box, JN 1877)
- 1960 – Invoco te/Gridare di gioia (Juke Box, JN 1879)
- 1960 – Quella sera/Buonanotte Roma (Juke Box, JN 1903)
- 1960 – Welcome Roma/Geppyna (Juke Box, JN 1909)
- 1960 – Buongiorno all'Italia/Ce soir là (Juke Box, JN 1929)
- 1960 – Firulirulin/Spoglirello al chiari di luna (Juke Box, JN 1937)
- 1960 – L'alba verrà/Non piove più (Juke Box, JN 1939)
- 1960 – Bevo/Sposami (Juke Box, JN 1941)
- 1960 – Prima di te/Oggi ho rivisto te (Dischi Ricordi, SRL 10-167)
- 1960 – Maria Mari'/I' te vurria vasa' (Dischi Ricordi, SRL 10-175)
- 1960 – Santa Lucia/Serenata a Surriento (Dischi Ricordi, SRL 10-176)
- 1961 – Libellule/Lei (Dischi Ricordi, SRL 10-180)
- 1961 – Presto/Il mio amore per te (Dischi Ricordi, SRL 10-185)
- 1961 – 'Na vota sola/La gente va (Dischi Ricordi, SRL 10-188)
- 1961 – Mon Dieu/Exodus Song (Dischi Ricordi, SRL 10-190)
- 1961 – Ti bacio/Ritorno a Napoli (Dischi Ricordi, SRL 10-201)
- 1961 – 'O lione/'Na musica (Dischi Ricordi, SRL 10-203)
- 1961 – La sola illusione/Cantando le stelle, (Dischi Ricordi, SRL 10-206)
- 1961 – Uno dei tanti/Cara cara (Dischi Ricordi, SRL 10-218)
- 1961 – Come serenata/Oltre l'amor (Dischi Ricordi, SRL 10-226)
- 1962 – Tobia/Cipria di sole (Dischi Ricordi, SRL 10-238)
- 1962 – Erzegovina/Non tentarmi (Dischi Ricordi, SRL 10-242)
- 1962 – Poderoso senõr/Mia madre (Dischi Ricordi, SRL 10-245)
- 1962 – Rosa charlentwist/Io lo so (Dischi Ricordi, SRL 10-267)
- 1962 – Nenia di Natale/Tempo di Natale (Dischi Ricordi, SRL 10-295)
- 1962 – Chariot/Rivivere (Dischi Ricordi, SRL 10-298)
- 1962 – Lunghissima estate/Una figuretta/Il mio pianoforte (Disco tris, SRL 10-300)
- 1963 – Stasera nun durmì/Carolina Saint Tropez, SRL 10-308)
- 1963 – Quando ci si vuol bene... (come noi)/Fermate il mondo (Dischi Ricordi, SRL 10-311)
- 1964 – Arrivederci amore/Quando avevo te (Carosello, Cl 20126)
- 1967 – Così bella/Lorenza (Magistral, R 5)
- 1967 – La ballata del cavallo/Il mio paese (la mia donna, la mia terra) (CAR Juke Box, CRJ NP 1010)
- 1967 – La mia passeggiata/Amo di più) (CAR Juke Box, CRJ NP 1022)
- 1970 – Fidati del domani/Torna a cantare (Roman Record Company, RN 018)
- 1979 – Baciccia/T'ei dezandià (SZ, 03)

### 45 giri Flexy-disc
Sono incisi da un solo lato e allegati in omaggio alla rivista Il Musichiere:
- 1959 – Ti prego amore (The Red Record, N. 20023) (Il Musichiere N° 37, 17 settembre)
- 1960 – Vecchio frack (The Red Record, N. 20043) (Il Musichiere N° 53, 7 gennaio)
- 1960 – Milioni di scintille (The Red Record, N. 20045) (Il Musichiere N° 55, 21 gennaio)

### EP
- 1959 – My deram/La valle della luna piena/Maria/Jenny, (Juke Box, JEP 733)
- 1959 – Milioni di scintille/Nun m'aspettà dimane/Ritroviamoci/Lenticchi e fichi d'India, (Juke Box, JEP 735)
- 1960 – Buonanotte Roma/Spogliarello al chiaro di luna/Firulirulin/Quella sera, (Juke Box, JEP 745)
- 1960 – San Remo 1960 con l'Orchestra di Big Mitchell,pseudonimo del Maestro Enzo Ceragioli (Quando vien la sera/Libero/Romantica/Amore senza sole) (Juke Box,|JEP 747)
- 1960 – San Remo 1960 con l'Orchestra di Big Mitchell,pseudonimo del Maestro Enzo Ceragioli (È mezzanotte/Gridare di gioia/ Invoco te/È vero) (Juke Box, JEP 749)
- 1960 – Cielo grigio/I piaceri dello scapolo/M'ha detto di no/Sera di gardenie (Juke Box, JEP 753)
- 1960 – Maria Mari'/I' te vurria vasa'/Santa Lucia/Serenata a Surriento (Dischi Ricordi, ERL 172)
- 1962 – Tobia/Cipria di sole/Addio...addio/Gondolì, gondolà (Dischi Ricordi, ERL 182)

### Cassette
- 1996 – Rino "Joe" Sentieri canta Genova (Devega, MCS 7204)

### Album digitali
- 2011 – Il cantico di Rino Sentieri ('cronache' di un genovese errante che canta storie e racconta canzoni) (Devega, DD1100 - album postumo)

## Filmografia
- Urlatori alla sbarra, regia di Lucio Fulci (1960)
- Caccia al marito, regia di Marino Girolami (1960)
- A qualcuna piace calvo, regia di Mario Amendola (1960)
- Bellezze sulla spiaggia, regia di Romolo Guerrieri (1961)
- Appuntamento in Riviera, regia di Mario Mattoli (1962)
- Tartarin di Tarascona, regia di Francis Blanche (1962)
- Prega Dio... e scavati la fossa!, regia di Edoardo Mulargia (1967)
- La moglie più bella, con Ornella Muti, regia di Damiano Damiani (1970)
- Io ho paura, regia di Damiano Damiani (1977)

## Televisione
- Joe, sceneggiato televisivo biografico di Vladimiro Cajoli, con Giancarlo Dettori, regia di Fulvio Tolusso. Trasmesso sul secondo canale RAI il 6 aprile 1974.